# Ровина (Орегон)
Ровина (енгл. Rowena) насељено је место без административног статуса у америчкој савезној држави Орегон.

## Демографија
По попису из 2010. године број становника је 187, што је 39 (26,4%) становника више него 2000. године.
| Група             | 2000.       | 2010.       |
| Белци             | 146 (98,6%) | 169 (90,4%) |
| Афроамериканци    | 0 (0,0%)    | 0 (0,0%)    |
| Азијати           | 1 (0,7%)    | 1 (0,5%)    |
| Хиспаноамериканци | 0 (0,0%)    | 15 (8,0%)   |
| Укупно            | 148         | 187         |